# محوطه شاهوله
محوطه شاهوله مربوط به عصر آهن ۳ - دوره اشکانیان است و در شهرستان گیلانغرب، بخش مرکزی، دهستان دیره، ۵ متری جنوب روستای شاهوله واقع شده و این اثر در تاریخ ۱۸ اسفند ۱۳۸۷ با شمارهٔ ثبت ۲۴۸۹۷ به‌عنوان یکی از آثار ملی ایران به ثبت رسیده است.